# Râul Amargosa
Amargosa este un râu cu o lungime de 320 km, situat în regiunea de graniță dintre state nordamericane California și Nevada, din SUA. Denumirea râului provine din limbă spaniolă și înseamnă "amar". În regiunea sudică a Marelui Bazin la intrare în deșertul Mojave la nord de Las Vegas râul ajungând în Valea Morții dispare în nisip. 